# Theodor Kallifatides
Theodor Kallifatides (grekiska: Θοδωρής Καλλιφατίδης Thodorís Kallifatídis), född 12 mars 1938 i byn Molai i Lakonien på Peloponnesos i Grekland, är en grekisk-svensk författare och översättare. 

## Biografi
Kallifatides far Dimitrios Kallifatides var pontisk grek – familjen kom ursprungligen från Mindre Asien – och arbetade som lärare; modern Antonia Kyriazakou kom från Molai, där det numera finns en gata uppkallad efter Kallifatides. Familjen flyttade till Aten 1946, där han tog studentexamen 1956. Därefter studerade Kallifatides vid Karolos Kouns teaterskola och var verksam som skådespelare samt fullgjorde landets 27 månader långa militärtjänst. Han emigrerade till Sverige 1964. Till en början arbetade han som diskare och tidningsbud samtidigt som han läste Strindberg för att lära sig svenska och studerade filosofi; han blev fil. kand. 1967. Han arbetade som lärare i filosofi på Viggbyholmsskolan 1967–1969 och som lärare i praktisk filosofi vid Stockholms universitet 1969–1972 samt därefter som chefredaktör för Bonniers litterära magasin 1972–1976. Han var ordförande för Svenska PEN 1995. År 2000 tilldelades han professors namn av Sveriges regering.
Efter debuten 1969 med en diktsamling har Kallifatides framförallt skrivit romaner. Han har dessutom varit verksam som översättare och introducerade då Mikis Theodorakis och dennes problematik för den svenska publiken. I romantrilogin Bönder och herrar, Plogen och svärdet och Den grymma freden skildrar Kallifatides det grekiska inbördeskriget och dess efterskörd i byn Jalos. Han har med dessa verk och andra varit den mest framgångsrika skildraren av Greklands samtidshistoria på svenska. Under slutet av 1970-talet började Kallifatides utreda kärlekens väsen i flera romaner. Ett annat återkommande tema har varit invandrares situation i Sverige i vilket han brutit ny mark i den svenska skönlitteraturen. Han har även författat några kriminalromaner, historiska romaner och reseskildringar samt reportageböcker.
2020 utkom han med romanen Kärlek och främlingskap.
Ett ännu outforskat område är relationen mellan svenska och grekiska i Kallifatides verk. Han översätter sig själv i bägge riktningar, med diskreta avvikelser från ursprungstexten som visar på en förförståelse av målspråkets särskilda kontext. Kallifatides verk har även översatts till bland annat engelska, tyska, franska, spanska, danska och finska.[källa behövs]
Kallifatides är gift med Gunilla Andér Kallifatides. Makarna har två barn, varav det ena är ekonomen och den socialdemokratiske politikern Markus Kallifatides.

## Priser och utmärkelser
- 1972 – Albert Bonniers stipendiefond för yngre och nyare författare
- 1982 – Litteraturfrämjandets stora romanpris
- 1986 – Signe Ekblad-Eldhs pris
- 1992 – H.M. Konungens medalj
- 1998 – Karin Boyes litterära pris
- 1998 – Årets europé i Sverige
- 2000 – Professors namn
- 2002 – Stina Aronsons pris
- 2007 – Siripriset
- 2008 – Signe Ekblad-Eldhs pris
- 2017 – Doblougska priset

## Filmografi
Roller
- 1975 – Den vita väggen

Regi
- 1980 – Kärleken

Manus
- 1972 – Jag heter Stelios
- 1980 – Kärleken